# Charles Borzecki
Charles Alexandre Bronislas Borzecki (né le 5 novembre 1881 à Paris et mort le 30 mars 1959 à La Flèche) est un aviateur français de la Première Guerre mondiale, crédité de 5 victoires homologuées.

## Biographie
Grandissant dans une famille aisée de négociants, Charles Borzecki effectue de brillantes études supérieures et exerce la profession d'ingénieur électricien. Durant son service militaire effectué de 1901 à 1903, il va devenir un spécialiste de la photographie en ballons.
Affecté à la mobilisation au 3e régiment d’artillerie à pied, il participe aux premiers combats et va vite être promu au grade de maréchal des logis pour être nommé le 1er novembre 1914 comme opérateur de section photographique à l’aviation de la 6e armée française qui stationne dans l’Oise. Il va à se titre effectuer plusieurs missions de photographies aériennes, en tant qu'observateur, à bord d'appareils de diverses escadrilles de la 6e armée. Affecté à l'escadrille C43 le 28 juin 1916, il va remporter sa première victoire aérienne le 3 juin 1916 en se servant de la mitrailleuse défensive de son Caudron G.4. Affecté ensuite à l'escadrille N 62, il va connaître bien d'autres combats et devenir un as en remportant sa 5e victoire aérienne le 5 février 1917 en tant qu'observateur sur un Sopwith 1A2. Breveté pilote en 1918, il est affecté à l'escadrille N 79 puis termine la guerre comme instructeur photo.
Il s'installe en Indochine après la guerre et y travaille au service géographique pour cartographier la colonie. Revenu en France en 1946, il est décédé en 1959 dans une maison de retraite de la légion d’honneur à La Flèche (Sarthe).

## Décorations

### Francaises
- Grande médaille d'or de l'Aéro-Club de France (faits de guerre)[3]
- Croix des services militaires volontaires (seconde classe)
- Médaille militaire (4 août 1916)
- Croix de guerre 1914–1918 (sept palmes)
- Grand officier de la Légion d'honneur (6 mars 1957)

### Étrangères
- Grande médaille d'or de l'Aéro-Club de l'Amérique (faits de guerre)[3]